# Holcosus anomalus
Holcosus anomalus là một loài thằn lằn trong họ Teiidae. Loài này được Echternacht mô tả khoa học đầu tiên năm 1977.